# Artículo de fabricación
En la ley de patentes de los Estados Unidos, un artículo de fabricación ( conocido también como manufactura ) es una de las cuatro categorías principales de cosas que pueden ser patentadas. Los otros tres son un proceso (o método ), una máquina y una composición de materia . En la ley de patentes de los Estados Unidos, esa misma terminología ha estado en uso desde la primera ley de patentes en 1790 (con excepción de que los procesos antes se denominaban "artes").

En In re Nuitjen, la Corte de Apelaciones del Circuito Federal de los Estados Unidos dijo:
El Tribunal Supremo ha definido "manufactura" (en su forma verbal) como "la producción de artículos para su uso a partir de materias primas o preparadas, dando a estos materiales nuevas formas, cualidades, propiedades o combinaciones, ya sea a mano o con maquinaria ."diamante v. Chakrabarti , 447 US 303, 308 (1980) (citando American Fruit Growers, Inc. v. Brogdex Co., 283 US 1, 11 (1931). El término se usa en el estatuto en su forma sustantiva, Bayer AG v. Housey Pharms., Inc., 340 F.3d 1367, 1373 (Fed. cir. 2003),  por lo tanto se refiere a "artículos" resultantes del proceso de alguna fabricación. El mismo diccionario en el que se basó la Corte Suprema para su definición de "manufactura" a su vez define "artículo" como "una sustancia o mercancía en particular: como, un artículo de mercadería; una prenda de vestir; la sal es un artículo necesario". 1 Siglo Diccionario 326 ( William Dwight Whitney ed., 1895). Estas definiciones se refieren a "artículos" de "manufactura" como artículos tangibles o mercancías.
Algunos ejemplos de artículos de manufactura son la cerámica, artículos de metal fundido, martillos, palancas, sillas, palas, guantes, zapatos, sobres y alfombrillas de ratón. Los artículos de fabricación pueden tener partes, pero cualquier interacción entre las partes suele ser estática.

Un artículo natural, incluso si se somete a un proceso, como cuando la cáscara de una naranja se impregna con bórax para evitar la descomposición, ya no es un artículo de manufactura. Así, en American Fruit Growers, Inc. v. Brogdex Co., la Corte Suprema sostuvo:
La adición de bórax a la cáscara de la fruta natural no producida a partir de la materia prima un artículo para uso que posea una forma, calidad o propiedad nueva o distintiva. La sustancia añadida solo protege el artículo natural contra el deterioro al inhibir el desarrollo de esporas extrañas sobre la corteza. No hay cambio en el nombre, apariencia o carácter general de la fruta. Sigue siendo una naranja fresca, apta solo para los mismos usos beneficiosos que antes.
Una señal no es un artículo de fabricación porque las entidades intangibles, incorpóreas y transitorias no son artículos de fabricación.
1. ↑  The first patent statute permitted a patent on "any art, manufacture, engine, machine or device." Patent Act of 1790 § 4, 1 Stat. 109, 111 (1790). In 1793, Congress amended the patent laws, changing the language to allow a patent for "any new and useful art, machine, manufacture or composition of matter." Patent Act of 1793 § 1, 1 Stat. 318, 319 (1793).
2. ↑  500 F.3d 1346 (Fed. Cir. 2007).
3. ↑  500 F.3d at __.
4. ↑  Walker on Patents maintains that alloys, as such, are compositions of matter, whereas articles made from alloys are articles of manufacture. See 1 A. Deller, Walker on Patents 126–27 (2d ed. 1964).
5. ↑  283 U.S. 1 (1931).
6. ↑  283 U.S. at 11-12.
7. ↑  In re Nuitjen, 500 F.3d 1346 (Fed. Cir. 2007).

- Datos: Q4800907